# Hemostàtic
Un hemostàtic o antihemorràgic és aquella substància que detura l'hemorràgia. Són plantes hemostàtiques el card marià, Ipomoea violacea, la llimona i la tormentil·la.
Entre els medicaments hemostàtics hi ha els antifibrinolítics, els factors de coagulació, el fibrinogen i la vitamina K.